# Kouritenga
Pour les articles homonymes, voir Kouritenga (Koupéla).
Le Kouritenga est une des 45 provinces du Burkina Faso située dans la région du Centre-Est.

## Départements

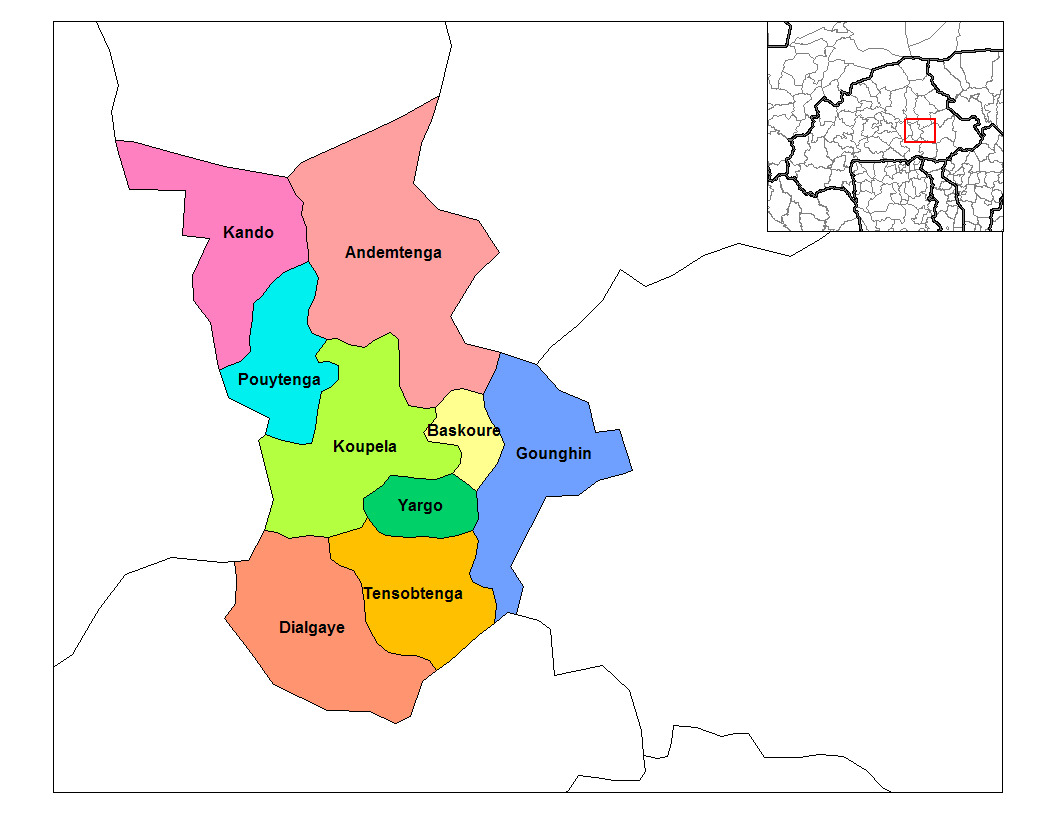
Départements du Kouritenga.

La province du Kouritenga comprend 9 départements :
- Andemtenga,
- Baskouré,
- Dialgaye,
- Gounghin,
- Kando,
- Koupéla,
- Pouytenga,
- Tensobentenga,
- Yargo.

## Démographie
- 250 117 habitants, 95,40 hab/km2 (1996 - Source)
- Chef-lieu : Koupéla 17 619 habitants.